# Ваздухопловна база Рајт-Патерсон
Ваздухопловна база Рајт-Патерсон (енгл. Wright-Patterson Air Force Base) је војна база Америчког ратног ваздухопловства са статусом насељено место без административног статуса у америчкој савезној држави Охајо.

## Демографија
По попису из 2010. године број становника је 1.821, што је 4.835 (-72,6%) становника мање него 2000. године.
| Група             | 2000.         | 2010.         |
| Белци             | 4.933 (74,1%) | 1.360 (74,7%) |
| Афроамериканци    | 1.015 (15,2%) | 195 (10,7%)   |
| Азијати           | 153 (2,3%)    | 58 (3,2%)     |
| Хиспаноамериканци | 296 (4,4%)    | 137 (7,5%)    |
| Укупно            | 6.656         | 1.821         |